# Heilig-Geist-Basilika (Przeworsk)

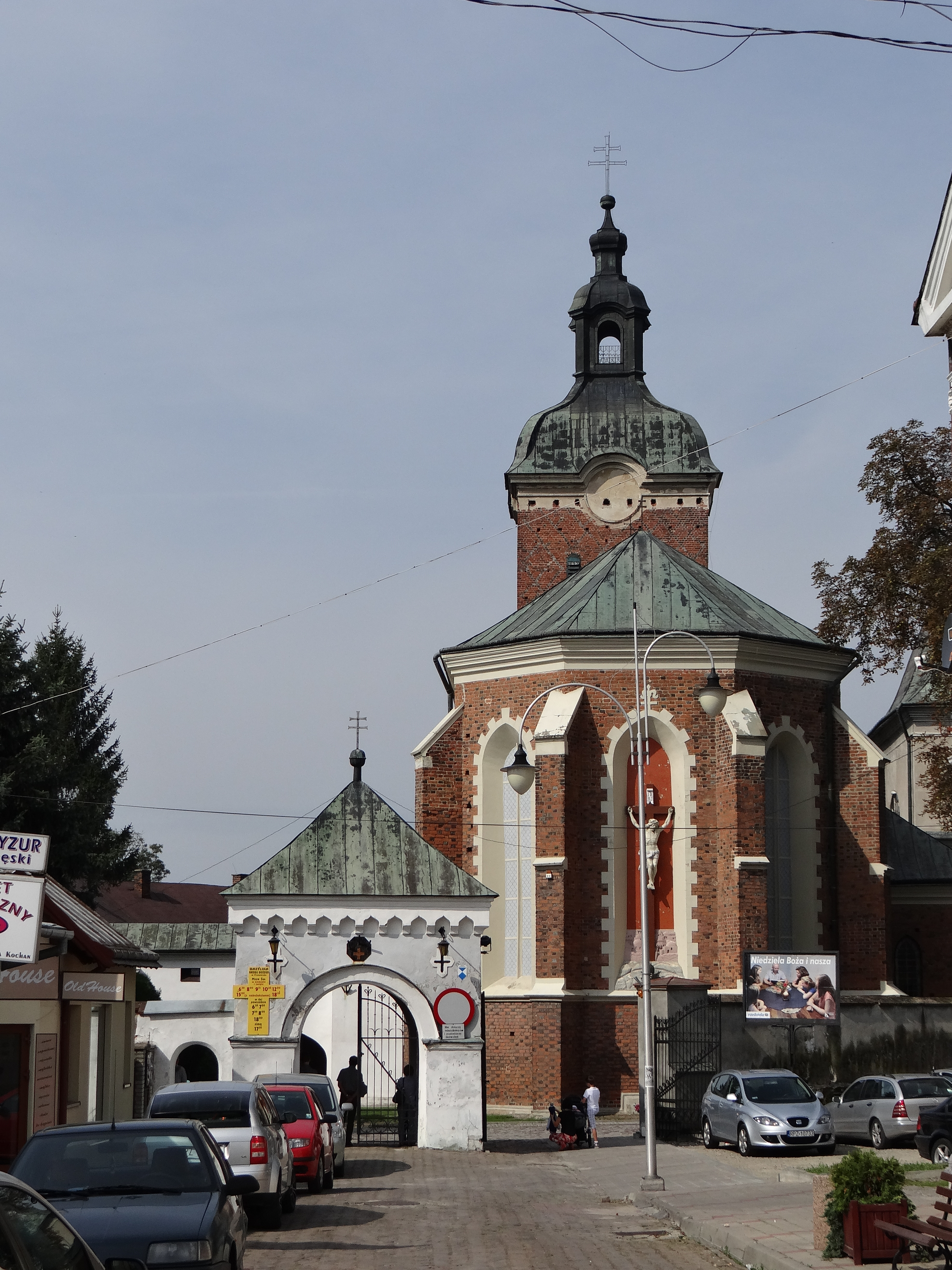
Heilig-Geist-Basilika

Die Heilig-Geist-Basilika (polnisch Bazylika Ducha Świętego) ist eine römisch-katholische Kirche in Przeworsk im Karpatenvorland, Polen. Die Stifts- und Pfarrkirche des Erzbistum Przemyśl  hat den Titel einer Basilica minor. Die frühere Klosterkirche des Ritterordens vom Heiligen Grab zu Jerusalem wurde im 15. Jahrhundert im Stil der Gotik erbaut, später barockisiert und ist denkmalgeschützt. Die in einer Kapelle stehende Nachbildung der Grabeskirche ist eines der wertvollsten Denkmäler der mittelalterlichen Architektur in Polen.

## Geschichte
Die Kirche geht auf den Stifter Jan von Tarnów, Statthalter der Woiwodschaft Sandomir und Präfekt der Ruthenen zurück. Dieser finanzierte und stiftete 1394 das Ritterkloster des Heiligen Geistes und die Kirche der hl. Katharina in Przeworsk. Die Kirche wurde in den Jahren von 1430 bis 1470 auf einem Hügel im südwestlichen Teil der Stadt erbaut und 1473 geweiht, in den Jahren 1473 bis 1516 folgte das Pfarrgebäude. Von Anfang an wurde die Gemeinde großzügig von den umliegenden Dörfern beschenkt. Die Kapellen in den Nachbardörfern Studzian und Rozbórz waren dem Kloster unterstellt. Die Familie Tarnowski erhielt als Gründer auch das Recht, aus den Reihen der Mitglieder des Ritterordens einen Propst zu wählen. Das Kloster und die Kirche hatten einen Verteidigungscharakter, im Jahr 1502 wurde ein Turm errichtet, und im Jahr 1640 wurde der gesamte Komplex von Mauern umgeben. Das Dach der Kirche wurde im 17. Jahrhundert mit Ziegeln gedeckt, und 1845 wurde es abgesenkt und mit einem Metalldach versehen. Im Jahr 1785 erhielt der Turm eine Kupferverkleidung. Im Jahr 1742 wurde eine Arkadengang hinzugefügt, der das Kloster mit der Kirche verbindet.
Die Kirche erhielt 1982 durch Papst Johannes Paul II. den Titel einer Basilica minor verliehen, weiter seit 2003 den einer Kollegiatstiftskirche und seit 2012 den eines Heiligtums des Heiligen Grabes.

## Architektur

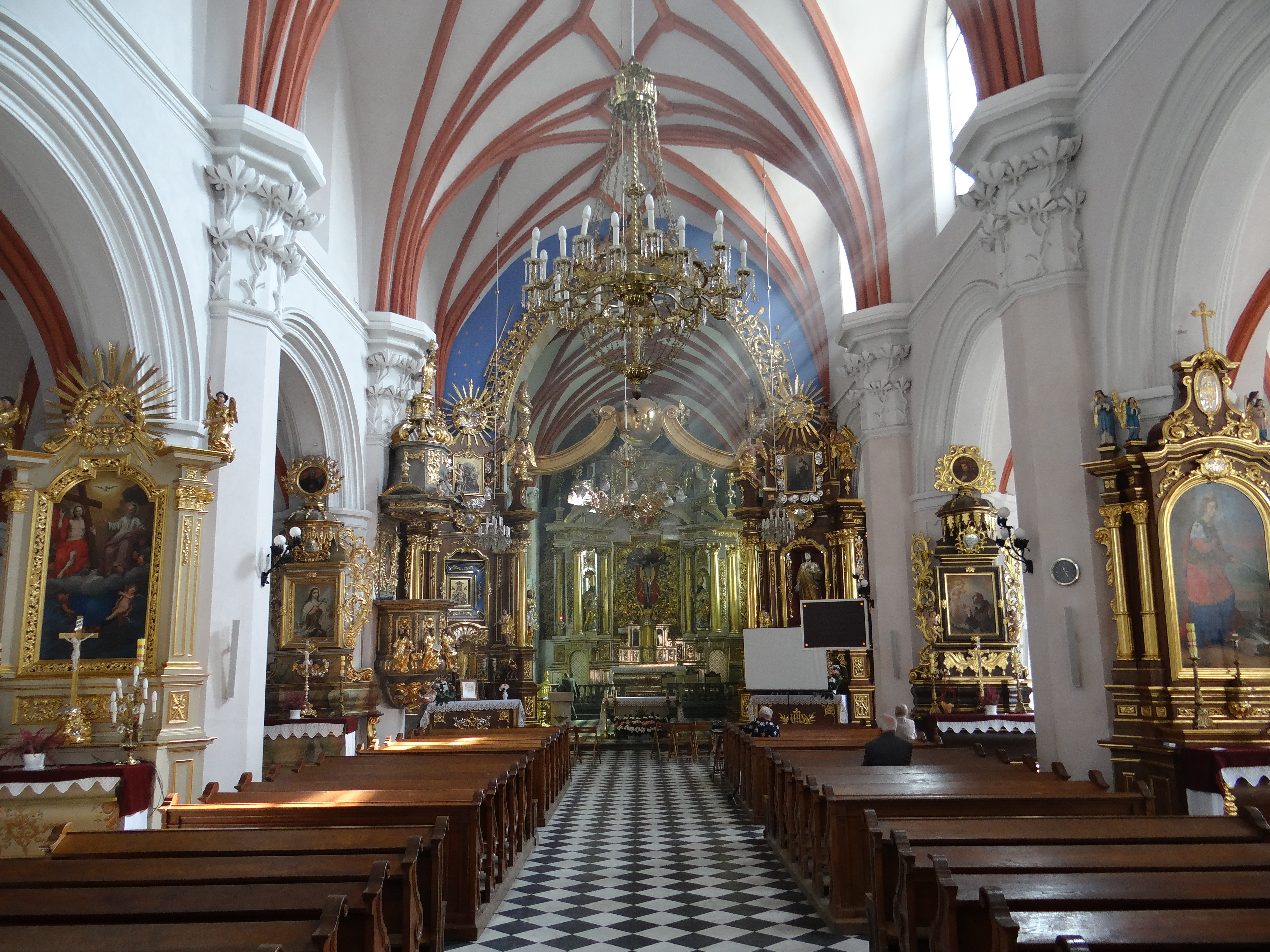
Innenraum

Die dreischiffige Basilika ist 49 m lang. Ihr 40 m hoher Glockenturm über dem Eingang hat als größte Glocke die Silvester mit 1870 kg. Das Langhaus umfasst vier Joche, der Chor ist durch einen Triumphbogen abgetrennt. Die Decken werden von braun abgesetzten Sterngewölben getragen.

## Innenausstattung
Das Innere der Kirche hat sich im Laufe der Jahrhunderte verändert und weist heute besonders im unteren Teil überwiegend barocke Züge auf, vor allem durch den Hauptaltar im toskanischen Stil von 1693. Sie beherbergt in den 12 Altären Reliquien vieler Heiliger und seit dem 18. Jahrhundert auch eine Reliquie des Heiligen Kreuzes. Unter den zahlreichen Kunstwerken ist das gotische Epitaph von Rafał Tarnowski mit seiner Familie, der Gottesmutter empfohlen vom Erzengel Raphael und der hl. Elisabeth von Thüringen, ein Tafelbild aus den Jahren 1491–1496, erwähnenswert. Im Chorraum befinden sich Grabsteine aus Sandstein mit Abbildungen der Kirchengründer, so von Rafał Tarnowski († 1441), die den Eingang zu den Krypten verdecken.

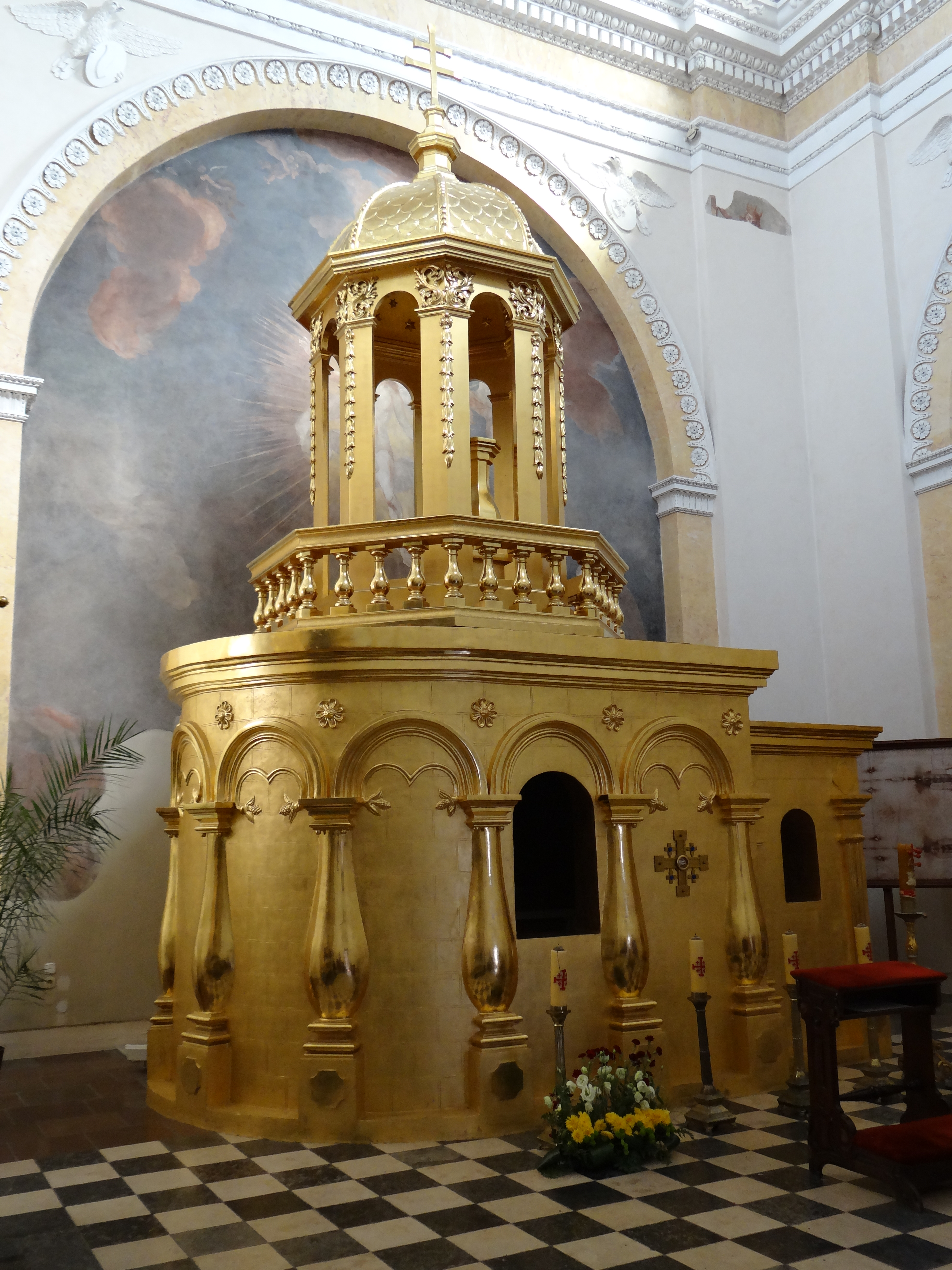
Kapelle des Heiligen Grabes

## Kapelle des Heiligen Grabes
Der wichtigste Teil der Gebäude, die untrennbar mit dem Kult des Heiligen Grabes in Jerusalem verbunden sind, wo der Reiterorden gegründet wurde, ist die Kapelle des Heiligen Grabes, die in den Jahren 1692–1727 errichtet wurde und an der unter anderem M. Stawiński und F. Chodowicz gearbeitet haben. P. Gogoliński. Die Kapelle ist eine originalgetreue Kopie der Kapelle der Grabeskirche in Jerusalem, mit Relikten aus dem Felsen des Grabes von Jerusalem.